# Venezuelan Summer League
Venezuelan Summer League (VSL) es una de las ligas rookie afiliadas a las Ligas Menores de Béisbol que operan desde 1997 en los estados Aragua y Carabobo en Venezuela.
La Liga de Verano como también es conocida, es una Escuela de Grandes Ligas donde están representados sus equipos y sirve para el desarrollo de jugadores novatos de béisbol entre los 16 y 22 años de edad. La VSL solo tiene restricciones para jugadores provenientes de Canadá, Estados Unidos, Puerto Rico y República Dominicana, ya que estos poseen sus propias ligas. Por ello participan peloteros de Venezuela, Antillas Neerlandesas, Aruba, Brasil, Colombia, Nicaragua, Argentina y el resto del Caribe. Ningún jugador puede exceder el límite de tres temporadas en la liga.
Cada equipo juega 72 partidos por temporada y pueden tener hasta 35 jugadores. 
Entre los peloteros venezolanos que han pasado por la VSL destacan Johan Santana, Ronny Cedeño, Alex Herrera, Juan Rivera y Eduardo Villacis, entre otros.

## Equipos
- Aguirre (Agua Linda) VSL Mariners
- Bejuma (Portachuelos) VSL Cardinals
- Ciudad Alianza (Alfredo Pedrique) VSL Tigers
- San Joaquín (Alberto "Bigote" Vásquez) VSL Pirates
- Tronconero A (Lorenzo Mendoza Quintaro "A") VSL Phillies
- Tronconero B (Lorenzo Mendoza Quintaro "B") VSL Mets
- Venoco #1 (Venoco de Guacara) VSL Astros
- Venoco #2 (Pirelli de Guacara) VSL Rays

Otros equipos como Chicago Cubs y Minnesota Twins no participaron en la edición 2008 de la VSL, aunque siguieron con sus escuelas abiertas.